# Rio Taquari-Mirim
O rio Taquari-Mirim é um curso de água do estado do Rio Grande do Sul, Brasil.